# Jordan Miller
Jordan Tyler Miller, född 23 januari 2000 i Anaheim i Kalifornien, är en amerikansk professionell basketspelare (SF) som spelar för Los Angeles Clippers i National Basketball Association (NBA).
Han draftades av Los Angeles Clippers i andra rundan i 2023 års draft som 48:e spelare totalt.
Innan Miller blev proffs studerade han först på George Mason University och spelade för deras idrottsförening George Mason Patriots. Miller blev senare överförd till University of Miami för spel i Miami Hurricanes.